# Playa Serena (Buenos Aires)
Playa Serena -también conocido como Parque Playa Serena o simplemente La Serena- es un balneario ubicado en las playas situadas al sur del Faro Punta Mogotes, Partido de General Pueyrredón, Provincia de Buenos Aires, República Argentina.

Forma parte del cordón de playas al sur de Mar del Plata, que se caracterizan por sus grandes acantilados y playas agrestes.

### Contexto histórico y desarrollo urbano
El surgimiento de Playa Serena se relaciona con la expansión de Mar del Plata hacia el sur, a partir de políticas de loteo y urbanización impulsadas desde mediados de la década de 1930. El modelo adoptado para estos nuevos barrios costeros combinaba elementos del urbanismo moderno con criterios estéticos y funcionales, articulando viviendas, espacios verdes y una infraestructura vial que garantizara el acceso desde la ciudad y los centros turísticos.
Un componente clave de esta expansión fue la construcción del parkway de la Ruta Provincial 11, concebido como un corredor escénico que conectaría Mar del Plata con Miramar a través de una traza costera arbolada. En paralelo, se promovió la forestación de los médanos con el objetivo de consolidar el paisaje y hacerlo habitable, reforzando así la valorización inmobiliaria del frente marítimo.
En este marco, Playa Serena fue planificada como una urbanización con vistas al mar y lotes accesibles, destinada principalmente a una clase media emergente que comenzaba a incorporar el automóvil como medio de transporte vacacional.

### Obras arquitectónicas destacadas
El barrio Playa Serena fue escenario de dos obras arquitectónicas emblemáticas que actuaron como hitos del proyecto urbanístico y símbolos del paisaje costero local:

#### Parador Ariston
El Parador Ariston fue construido a fines de la década de 1940 y diseñado por el renombrado arquitecto húngaro-estadounidense Marcel Breuer, en colaboración con los arquitectos argentinos Carlos Coire y Eduardo Catalano. La obra se caracteriza por su planta en forma de trébol, grandes ventanales panorámicos y el uso de piedra Mar del Plata, lo que le otorga una identidad material vinculada al entorno local.
El parador no solo cumplía funciones recreativas, sino que también fue concebido como un recurso de marketing urbano: su imagen moderna y su diseño singular fueron ampliamente utilizados para promocionar el barrio y captar inversores y residentes. Actualmente, es considerado un ejemplo relevante de arquitectura moderna en Argentina y ha sido objeto de iniciativas de preservación.

#### Partenón de La Serena
Otra construcción significativa fue el llamado Partenón de La Serena, una estructura erigida en 1948 por el ingeniero J. L. Gonzales Ortiz. Su localización, a aproximadamente 3 km al sur del Faro de Punta Mogotes, sobre el camino costero a Miramar (Buenos Aires), tenía una función claramente simbólica: servir como señalización del futuro loteo y marcar la presencia de un nuevo emprendimiento urbano frente al mar.
A diferencia del Parador Ariston, el Partenón no tenía un uso habitacional o turístico directo, sino que operaba como un artefacto territorial, una forma de anunciar visualmente el avance de la urbanización y delimitar su escala.

### Modelo de urbanización
El proyecto urbano de Playa Serena respondió a los lineamientos del urbanismo de tipo parque, incorporando elementos como forestación planificada, apertura de calles en curva adaptadas al terreno, zonificación con lotes generosos y construcciones de baja densidad.
Se construyeron chalets, un hotel, el parador y la señalización simbólica del Partenón, en un intento de dotar al barrio de un carácter residencial estable, sin perder de vista su potencial como destino turístico. Esta lógica se replicó en otros barrios del corredor costero sur, como San Jacinto, Acantilados y San Eduardo del Mar, aunque con matices particulares según el promotor y la escala de los proyectos.

### Significación patrimonial
Las obras arquitectónicas de Playa Serena, especialmente el Parador Ariston, han sido revalorizadas en años recientes como parte del patrimonio moderno argentino. Su diseño, su integración con el paisaje y su papel en la historia del desarrollo costero de Mar del Plata han motivado acciones de preservación, difusión y estudio académico. El caso de Playa Serena se estudia hoy como un ejemplo representativo de la articulación entre turismo, urbanismo moderno y promoción inmobiliaria en el litoral bonaerense.

## Alojamiento
Playa Serena cuenta con una variedad de opciones de alojamiento que se adaptan tanto a turistas como a residentes temporales. Entre los hoteles destacados se encuentran:
- Hotel Alimar, ubicado sobre la Calle 0, ofrece habitaciones con balcón y vistas al mar. Dispone de servicios como Wi-Fi gratuito, desayuno incluido, televisión por cable y estacionamiento. Se encuentra a pocos metros de la playa.

- Hotel Coliseo, con más de tres décadas de trayectoria, se sitúa a solo 100 metros de las playas del sur. Es conocido por su ambiente familiar y atención personalizada. Ofrece habitaciones con baño privado, servicio de mucama, desayuno, Wi-Fi y estacionamiento.

- Hotel Selyrox, próximo al Aeropuerto Internacional Astor Piazzolla, brinda una alternativa tranquila en la zona sur. Su ubicación favorece el acceso a las playas y a otras áreas residenciales del barrio.

- Complejo La Serena, frente al mar, ofrece departamentos equipados con cocina, baño privado y acceso a áreas comunes con parrillas. Es ideal para grupos familiares o quienes buscan mayor independencia.

- Alojamiento Playa Serena II, cercano a las playas San Patricio y Acantilados, dispone de unidades con cocina equipada y vistas al jardín, combinando comodidad y cercanía a los atractivos naturales.

Estas propuestas se complementan con una creciente oferta de casas y departamentos en alquiler, consolidando al barrio como una opción turística en expansión dentro de la costa sur de Mar del Plata.

## Recitales en Playa Serena
Durante las temporadas estivales de fines de la década de 1990 y principios de los 2000, Playa Serena fue sede de numerosos recitales de rock organizados por la emisora Rock & Pop, a través de su parador oficial denominado **Rock & Pop Beach**. Este se encontraba ubicado en el paraje San Jacinto, sobre la Ruta Provincial 11, a unos 2 km al sur del Faro de Punta Mogotes, en el acceso a Playa La Serena.

### Parador Rock & Pop Beach
El parador fue inaugurado como sede de actividades culturales, deportivas y recitales en la playa. Funcionó como una estación de verano de la emisora (frecuencia 98.9 FM), con programación en vivo, cobertura de eventos, DJs y shows diarios. La propuesta incluyó infraestructura propia, transmisiones en directo y actividades nocturnas, como exhibiciones de surf con iluminación artificial.

### Artistas destacados
Algunos de los artistas y bandas que se presentaron en el parador fueron:
- Pappo's Blues*, el 27 de enero de 2001. El legendario guitarrista ofreció un recital gratuito en el balneario frente al mar, con gran convocatoria local y mediática.[4]

- Gustavo Cerati*, el 6 de enero de 2007. El show reunió a más de 30.000 personas, y fue transmitido en vivo por la Rock & Pop. El video completo del concierto fue posteriormente publicado en plataformas digitales.[5]

- Catupecu Machu*, el 9 de enero de 2005, durante la fiesta de inauguración de la temporada del parador. Reunió a más de 10.000 personas.[6]

- Babasónicos*, *Los Pericos*, *Nonpalidece*, *Willy Crook*, *Dante Spinetta*, *El Cuarteto de Nos*, *Café Tacvba*, *Vicentico*, entre otros, se presentaron entre los veranos de 2005 a 2008.[7][8]

### Actividades complementarias
Además de los recitales, el parador organizó otros eventos de interés turístico, como el *Sol de Noche*, una exhibición de surf nocturno con más de 100.000 watts de iluminación, que fue declarada de interés municipal y turístico por la ciudad de Mar del Plata.

### Legado
Estos eventos consolidaron a Playa Serena como un punto importante de atracción cultural durante el verano marplatense, aportando visibilidad al barrio y su entorno costero. Si bien muchos de estos recitales eran efímeros, su impacto permanece en la memoria colectiva local y en archivos audiovisuales, algunos de los cuales están disponibles en línea.

## Transporte público
Playa Serena cuenta con diversas opciones de transporte público que la conectan con el centro de Mar del Plata, localidades cercanas y otras zonas del Partido de General Pueyrredón. Estas opciones resultan fundamentales para residentes y turistas que visitan el barrio durante todo el año, especialmente en temporada alta.

### Líneas de colectivo
- Línea 221 (Costa Azul): Esta línea interurbana conecta Playa Serena con el centro de Mar del Plata, Punta Mogotes, el Puerto, Santa Clara del Mar, Mar Chiquita y Miramar. Es operada por la empresa Costa Azul y circula por la Ruta Provincial 11. Su frecuencia es aproximada de 20 a 30 minutos, con horarios extendidos entre las 4:00 y las 00:00 horas. Tiene paradas dentro del barrio de Playa Serena, como en Calle 0 y Calle 439, y en Ruta 11 y Calle 445.

- Línea 511: Esta línea urbana conecta Playa Serena con distintos barrios de la ciudad como Alfar, Faro Norte, Puerto y la zona céntrica de Mar del Plata. Circula por arterias principales y tiene frecuencias que varían según el día de la semana. El recorrido incluye puntos estratégicos como la Terminal de Ómnibus y la zona costera.

### Servicio a Miramar
Además del recorrido hacia el norte (centro de Mar del Plata y Santa Clara), la Línea 221 permite viajar hacia el sur, llegando a Miramar. Este trayecto también es utilizado por residentes y turistas que se desplazan entre ambas localidades durante el año, especialmente en verano. El servicio se presta sobre la Ruta Provincial 11, con múltiples paradas en balnearios y parajes intermedios.

### Aplicaciones y consulta de horarios
Los horarios y recorridos pueden consultarse en aplicaciones como Moovit o en el sitio oficial del Municipio de General Pueyrredón, donde se actualizan periódicamente las frecuencias de todas las líneas activas.

## Urbanización
Playa Serena comenzó su desarrollo urbano a partir de la expansión de Mar del Plata hacia el sur en la década de 1930. Este proceso incluyó la planificación de nuevos barrios costeros, la construcción de la Ruta Provincial 11 y la forestación de médanos para consolidar el paisaje y fomentar el valor inmobiliario de la zona.
Actualmente, el barrio presenta una combinación de calles asfaltadas y de ripio. Mientras que algunas arterias principales están pavimentadas, muchas calles secundarias y zonas residenciales conservan su superficie de tierra. Terrenos en venta en la zona indican accesos de ripio a pocas cuadras del asfalto, lo que evidencia la coexistencia de ambas condiciones.
En 2013 se inauguraron 15 cuadras de asfalto en Playa Serena y el barrio contiguo San Patricio. Las obras incluyeron la pavimentación de tramos utilizados por el transporte público, como la Avenida del Mar entre Calle 8 bis y Calle 18, y la Calle 10 entre 459 y Avenida del Mar. La inversión total fue de $1.088.100, e incluyó movimiento de suelo, compactación y construcción de carpeta de concreto asfáltico.